# Antoine-Joseph-Eulalie de Beaumont d’Autichamp
Antoine-Joseph-Eulalie de Beaumont, marquis d’Autichamp (* 10. Dezember 1744 in Angers; † 10. April 1822) war ein Maréchal de camp.

## Leben
Autichamp, Bruder des Jean Thérèse de Beaumont d’Autichamp, wurde 1759 Flügeladjutant des Marschalls Broglie, dann Major (Dienststellung als Chef der Regimentsverwaltung) im Dragonerregiment seines Bruders. Er zeichnete sich 1769 unter dem Marschall de Vaux in Korsika aus. Weiterhin kämpfte er als Colonel eines Infanterieregiments in Amerika, insbesondere vor Yorktown und St. Christopher.
Er wurde zum Maréchal de Camp befördert und 1782 zum Gouverneur des südlichen Teils von San Domingo ernannt, von wo er 1788 nach Frankreich zurückkehrte. Seit 1792 emigriert, nahm er am Feldzug in der Champagne teil. Im Jahr 1799 von der Emigrantenliste gestrichen, privatisierte er in Frankreich bis 1815, wo ihn Ludwig XVIII. zum Gouverneur von St.-Germain ernannte, was er bis zu seinem Lebensende am 10. April 1822 blieb.
Dieser Artikel basiert auf einem gemeinfreien Text aus Meyers Konversations-Lexikon, 4. Auflage von 1888 bis 1890.
| Personendaten    | Personendaten                                             |
| ---------------- | --------------------------------------------------------- |
| NAME             | Autichamp, Antoine-Joseph-Eulalie de Beaumont d’          |
| ALTERNATIVNAMEN  | Autichamp, Antoine Joseph Eulalie de Beaumont, marquis d’ |
| KURZBESCHREIBUNG | französischer General                                     |
| GEBURTSDATUM     | 10. Dezember 1744                                         |
| GEBURTSORT       | Angers                                                    |
| STERBEDATUM      | 10. April 1822                                            |